# Porsche Boxster RS 60 Spyder
De Porsche Boxster RS 60 Spyder is een sportcoupé van de Duitse automobielconstructeur Porsche. De auto is een ‘’Limited Edition’’ en verwijst naar de Porsche Type 718 RS 60 Spyder. Deze wist in 1960 de 12 uren van Sebring op zijn naam te schrijven.
Technisch is er geen verschil met de Porsche Boxster S, maar hier is het uitlaatsysteem aangepast zodat het vermogen hier 303 pk bedraagt. De meerprijs t.o.v. de Boxster S bedraagt ongeveer € 10.000, maar er worden dan ook maar 1.960 exemplaren van gemaakt (verwijst naar jaartal van overwinning).

## Uiterlijk
De cosmetische wijzigingen zijn: zilveren metaalglanslak, zwart voorruitkader, SportDesign neus, rode achterlichtblokken, Carrera rood interieur en speciale 19” velgen.